# Live - Iowa State University
Live - Iowa State University è il quinto ed ultimo album live di Long John Baldry, registrato nel 1987 e pubblicato nel 2004 in DVD dalla Angel Air Records.
L'album è stato rimasterizzato nel 2008 in DVD, e ripubblicato nel 2009 in CD.

## Tracce
1. Goin' Down Slow
2. I'm Ready
3. Everyday (I Have the Blues)
4. It Ain't Easy
5. Respect
6. You Make Me Feel Like a Natural Woman
7. Iko Iko
8. Don't Try to Lay No Boogie Woogie on the King of Rock 'n' Roll

## Musicisti
- Long John Baldry
- Kathi McDonald
- Joseph Ingraio
- David Norris-Elye
- David Hutchinson
- Papa John King
- George Sweetnam